# Black or White
«Black or White» (с англ. — «Чёрный или белый») — песня американского автора-исполнителя Майкла Джексона. Первый сингл из его восьмого студийного альбома Dangerous. Был выпущен на лейбле Epic Records 11 ноября 1991 года. Текст песни призывает к расовой гармонии.
Композиция стала самым успешным синглом Джексона со времён «Billie Jean». «Black or White» заняла восьмую строчку в списке самых продаваемых синглов 1991 года в США. Её восхождение на вершину американского чарта Billboard Hot 100 стало самым быстрым с 1969 года. «Black or White» стала первой песней американца, дебютировавшей на первой строчке британского UK Singles Chart с 1960 года.
14 ноября 1991 года на телевидении состоялась премьера 11-минутного видеоклипа на «Black or White», снятого режиссёром Джоном Лэндисом. Ролик тогда посмотрели порядка 500 млн человек. Вторая безмузыкальная часть видеоклипа, в которой певец танцует, круша всё вокруг, и «превращается» в чёрную пантеру, вызвала шквал критики и была незамедлительно запрещена на американском телевидении — её посчитали слишком провокационной. К ротации была допущена лишь первая половина ролика.
За песню и видеоклип к ней Джексон был номинирован на «Грэмми» и «MTV Video Music Awards» и получил статуэтку «NAACP Image Award» в категории «Выдающееся музыкальное видео».

## История создания и особенности композиции
Джексон начал работу над «Black or White» в 1989 году, окончательная версия вокальной партии была записана в 1990 г. Однажды певец пришёл в студию с наброском гитарного риффа и ритма, он напел его Биллу Боттреллу. Продюсер воспроизвёл услышанное на первой попавшейся гитаре и самой простой драм-машине. Спустя какое-то время рифф превратился во «что-то из сатерн-рока, это была очень энергичная вещь», — вспоминал Билл. Затем Джексон предложил идею целого ритмичного трека, в качестве ударных в песне использовались самые разнообразные звуки: стук дерева, звон колокольчиков, звучание шейкеров и другие. Команда старалась получить свинговый звук. Гитарное вступление, звучащее в полной альбомной версии, было исполнено Слэшем, гитаристом группы Guns'n'Roses. По словам Боттрелла, певец изначально пришёл в студию с идеями для текста песни. Слова, призывающие к расовой гармонии, были написаны Джексоном прямо по ходу работы. Билл стал автором рэп-секции во второй половине композиции. Первоначально для её исполнения Джексон планировал пригласить Heavy D или LL Cool J, но, услышав демо в исполнении Боттрелла, певец решил, что именно он должен записать эту партию для «Black or White»; на изданиях альбома и сингла Билл скрывался под псевдонимом L.T.B. «Black or White» совмещает в себе жанры поп-музыки, ритм-н-блюза, рока и рэпа с элементами фанка и кантри. Композиция исполняется в тональности ми мажор с вокалом Майкла от E3 до B5. Темп песни равен 115 ударам в минуту (115 BPM).
Композиция вошла в сборники хитов Джексона: Number Ones, The Essential, первый диск двойного альбома HIStory: Past, Present and Future и в саундтрек-альбом This Is It.

## Релиз

### Выпуск сингла
11 ноября 1991 года песня была выпущена первым синглом из предстоящего альбома Джексона Dangerous. Релиз состоялся на CD, компакт-кассетах и виниловых пластинках. За три недели композиция добралась до вершины американского чарта Billboard Hot 100, её восхождение стало самым быстрым в истории хит-парада с 1969 года; на первом месте она провела 7 недель. Композиция стала самой успешной в карьере Джексона со времён «Billie Jean». Она заняла восьмую строчку в списке самых продаваемых синглов в США 1991 года. «Black or White» стала первой песней американского исполнителя, дебютировавшей на верхней строчке британского синглового чарта UK Singles Chart с 1960 года, когда хит-парад возглавила композиция Элвиса Пресли «It’s Now or Never». «Black or White» получила три платиновых статус в США и золотой в Великобритании.

### Музыкальное видео
Режиссёром нового видеоклипа стал Джон Лэндис, уже снявший для Джексона ролик на песню «Thriller». Съёмки ролика заняли восемь недель, бюджет составил 4 млн долларов, «Black or White» вошёл в список самых дорогих музыкальных видеоклипов. В съёмках приняли участие актёры: Маколей Калкин, Джордж Вендт и Тесс Харпер.
В начале ролика зритель погружается в быт обычной американской семьи и наблюдает конфликт отца и сына: сын семейства (Калкин) слушает громкую музыку в своей комнате и танцует, подражая рок-звёздам, отец (Вендт) смотрит бейсбол по телевизору, мать (Харпер) читает бульварную газету. Раздражённый отец поднимается в комнату сына и с криком требует выключить музыку: «Выруби этот мусор немедленно и иди спать!» — и громко хлопает дверью, с которой от удара слетает постер Майкла Джексона. Сын решает «отомстить»: он вкатывает в гостиную огромные колонки и берёт в руки электрогитару, затем проворачивает регулятор громкости до отметки «Вы что, спятили?!». Силой звука в доме выбивает окна, а отец, пробив крышу, прямо с креслом вылетает наружу. Начинает звучать песня, герой Вендта приземляется в Африке и с недоумением смотрит на Джексона, танцующего с африканскими туземцами. Сцены меняются, певец, адаптируя свои движения, танцует с представителями разных народов: индейцами, индийцами, русскими и другими. Затем в кадре появляются два младенца, чернокожий и белый, сидящие на вершине большого глобуса.
В бридже композиции атмосфера резко изменяется: Джексон идёт на камеру через огонь, в котором появляются кадры военных действий, певец отталкивает от себя горящий крест — символ Ку-клукс-клана. После этого музыкант появляется на площадке факела статуи Свободы, камера отходит назад, и на общем плане зритель видит известные памятники культуры со всего мира — это мост Золотые Ворота, храм Василия Блаженного, Тадж-Махал, Биг-Бен, Парфенон, Эйфелева башня, Большой сфинкс, исламская мечеть и небоскрёбы Нью-Йорка.
Следующая знаменитая сцена была снята с применением морфинга: лица мужчин и женщин разных национальностей с разными цветами кожи плавно переходят из одного в другое. Звучит голос Лэндиса: «Снято!» — и он сам появляется в кадре, чтобы поблагодарить девушку за успешный дубль. Создаётся впечатление, что видеоклип уже закончился, работники на съёмочной площадке начинают собирать аппаратуру, но в кадр попадает чёрная пантера, пересекающая студию. Она выходит на задний двор и превращается в Джексона — он в контрастной чёрно-белой одежде. Певец делает несколько быстрых отрывистых танцевальных движений. Пройдя дальше по улице, он без музыки демонстрирует агрессивный перкуссионный танец, степ, он танцует на тротуарах и на крыше автомобиля, кричит и в гневе разбивает витрины и стёкла машин. Остановившись, Джексон осматривается, снова становится пантерой и уходит прочь. Затем зритель попадает в дом ещё одной типичной американской семьи — в дом Симпсонов, где Гомер велит своему сыну Барту выключить только что увиденное им по телевизору.
Премьера «Black or White» состоялась в 27 странах мира 14 ноября 1991 года, ролик тогда просмотрели 500 млн человек. Полный видеоклип вошёл в сборник музыкальных видео Джексона Dangerous – The Short Films, ролик подвергся монтажу: на стёкла, которые разбил певец, были добавлены символы ку-клукс-клана, оскорбительные расистские надписи и фашистские свастики. В тот же сборник вошли документальные кадры о съёмках «Black or White». Укороченная 6-минутная версия клипа была включена в сборник Number Ones.

### Реакция критиков
Мнения критиков о песне и видеоклипе на неё полярно разделились. Некоторые журналисты нашли повод для насмешек над музыкантом: «Если в песне поётся: „Неважно, какой ты, чёрный или белый“, то почему же Джексон изменил цвет кожи?». На самом деле певец страдал витилиго — заболеванием, вследствие которого его кожа потеряла бо́льшую часть пигментации, тёмными остались лишь некоторые её участки. Рецензенты Los Angeles Times отметили «простые, но очень запоминающиеся» гитарные риффы композиции: «Вы запомните их вне зависимости от того, хотите вы этого или нет». В журнале Rolling Stone песню охарактеризовали как «сочетание развязности классического рока и драйва ритм-н-блюза» и назвали «Black or White» лучшей песней Джексона, выпущенной в 1990-х годах.
После первого показа видеоклипа «Black or White» на телевидении, на ролик обрушился шквал критики, особенно в отношении финальной его части. Журналисты писали об излишней сексуальности ролика и необоснованных актах вандализма. В одном из интервью Джексона попросили обосновать агрессию в клипе, он ответил: «Гнев и ярость могут стать толчком к сдвигу в сознании. Если мы не чувствуем гнева по отношению к несправдливости к обществу, нет никакой надежды на то, что что-то изменится». 11-минутную версию видео немедленно запретили на американском телевидении, к ротации была допущена лишь первая его половина. Некоторые рецензенты критиковали ролик за то, что, по их мнению, все использованные в нём дорогие спецэффекты были всего лишь рекламным трюком, проделанным с целью превзойти успех ролика на песню «Thriller».
«Посреди всей этой шумихи лишь единицы задали простой вопрос: а что всё это значило? — отметил журналист The Guardian. — Вспомним, что тогда происходило: чернокожий Родни Кинг избит полицейскими, в США разгорается расовая напряжённость. И в этом контексте Майкл Джексон, самый известный чернокожий артист страны, превращается в чёрную пантеру и выражает ярость и негодование своей нации». Кинокритик Армонд Уайт, анализируя работу Джексона писал, что певец смог проиллюстрировать в «Black or White» своеобразное перевоспитание белых американцев, отторгавших музыку чёрных «дикарей», а также возможно изменил представление людей о назначении шоу-бизнеса. Рецензент PopMatters назвал концовку ролика «диким выражением боли от расовой несправедливости». Уайт писал об этом: «В бунтарской концовке певец танцует без музыки, под внутренние ритмы, поскольку у Джексона нет привычки выражать гнев в музыке, а то, что он не может выразить словами вырывается рёвом чёрной пантеры».
«Black or White» была номинирована на «Грэмми» в категории «Лучший мужской поп-вокал». Песня стала 59-й в списке Топ-100 песен 90-х портала About.com. В 1993 году видеоклип на эту композицию вошёл в список Топ-100 музыкальных видео по версии журнала Rolling Stone под номером 52.

## Концертные выступления
Впервые музыкант исполнил «Black or White» на шоу, посвящённом 10-летию телеканала MTV в декабре 1991 года. На сцене к Джексону присоединился Слэш, чтобы исполнить гитарное соло. Композиция вошла в сет-листы мирового тура певца Dangerous World Tour (1992-1993) и HIStory World Tour (1996-1997), соло исполняла Дженнифер Баттен. Планировалось, что песня прозвучит на не состоявшемся в связи со смертью певца туре This Is It. В 2001 году музыкант спел «Black or White» на двух шоу, посвящённых 30-летию сольной карьеры певца с гитарным соло от Слэша. Кроме того, Джексон исполнил её в 2002 году в театре Аполло во время благотворительного концерта The Night at the Apollo, на сцене к певцу присоединился гитарист Дэйв Наварро.
Официально концертное выступление с «Black or White» было выпущено на DVD Live in Bucharest. Репетиция для тура This Is It вошла в документальный музыкальный фильм «Майкл Джексон: Вот и всё».

## Список композиций
- CD (номер в каталоге Epic Records — 34K 74100)[43]

| №  | Название                        | Длительность |
| -- | ------------------------------- | ------------ |
| 1. | «Black or White»                | 3:22         |
| 2. | «Black or White» (Instrumental) | 3:22         |

- 12" (номер в каталоге Epic Records — EPC 657598 6)[11]

| №  | Название         | Длительность |
| -- | ---------------- | ------------ |
| 1. | «Black or White» | 3:22         |
| 2. | «Bad»            | 4:06         |

| №  | Название                        | Длительность |
| -- | ------------------------------- | ------------ |
| 3. | «Black or White» (Instrumental) | 3:22         |
| 4. | «Thriller»                      | 5:57         |

## Участники записи

### Вступление
- Майкл Джексон — сценарий
- Слэш — гитарное соло
- Мэтт Форджер — звукорежиссёр
- Андрес Маккензи — «сын»
- L.T.B. (Билл Боттрелл) — «отец»

### Песня
- Майкл Джексон — слова, музыка, вокал, бэк-вокал
- Билл Боттрелл — запись, микширование, рэп (слова и исполнение под псевдонимом L.T.B.), перкуссия, гитара
- Брайан Лорен[англ.] — ударные, Minimoog
- Терри Джексон — бас-гитара
- Брэд Баксер, Джон Барнс, Джейсон Мартц — клавишные
- Тим Пирс — хэви-метал гитара
- Майкл Боддикер, Кевин Гилберт — синтезаторы

## Награды и номинации
| Год  | Награда                          | Номинированная работа | Категория                                              | Результат | Источник |
| ---- | -------------------------------- | --------------------- | ------------------------------------------------------ | --------- | -------- |
| 1992 | Billboard Music Awards           | Сингл                 | Сингл № 1 в мире                                       | Победа    | [ 44 ]   |
| 1992 | International Monitor Awards     | Видеоклип             | Лучшие спецэффекты                                     | Победа    | [ 24 ]   |
| 1992 | MTV Video Music Awards           | Видеоклип             | Лучшие спецэффекты                                     | Номинация | [ 45 ]   |
| 1992 | Pro-Set Los Angeles Music Awards | Видеоклип             | Видеоклип года                                         | Победа    | [ 23 ]   |
| 1992 | Juno Awards                      | Сингл                 | Самый продаваемый сингл зарубежного артиста            | Номинация | [ 46 ]   |
| 1993 | NAACP Image Award                | Видеоклип             | Выдающееся музыкальное видео                           | Победа    | [ 47 ]   |
| 1993 | Grammy Awards                    | Песня                 | Лучший мужской поп-вокал                               | Номинация | [ 36 ]   |
| 1993 | BMI Awards                       | Песня                 | Награда в категории «Поп»                              | Победа    | [ 48 ]   |
| 1993 | Juno Awards                      | Сингл                 | Самый продаваемый сингл (зарубежный или отечественный) | Номинация | [ 46 ]   |

## Позиции в чартах и сертификации
| Чарт (1991-92)              | Высшая позиция |
| --------------------------- | -------------- |
| Австралия                   | 1              |
| Австрия                     | 2              |
| Фландрия Бельгия (Фландрия) | 1              |
| Великобритания              | 1              |
| Германия                    | 2              |
| Дания                       | 1              |
| Европа                      | 1              |
| Зимбабве                    | 1              |
| Израиль                     | 1              |
| Ирландия                    | 1              |
| Испания                     | 1              |
| Италия                      | 1              |
| Канада                      | 1              |
| Куба                        | 1              |
| Мексика                     | 1              |
| Нидерланды                  | 2              |
| Новая Зеландия              | 1              |
| Норвегия                    | 1              |
| Польша                      | 1              |
| США (Hot 100)               | 1              |
| США (R&B/Hip-Hop Songs)     | 3              |
| Финляндия                   | 1              |
| Франция                     | 1              |
| Швейцария                   | 1              |
| Швеция                      | 1              |

| Страна                 | Сертификат    |
| ---------------------- | ------------- |
| Франция (SNEP)         | Серебряный    |
| Великобритания (BPI)   | Золотой       |
| Германия (BVMI)        | Золотой       |
| Дания (IFPI)           | Золотой       |
| Италия (FIMI)          | Золотой       |
| Канада (Music Canada)  | Золотой       |
| Япония (RIAJ)          | Золотой       |
| Австралия (ARIA)       | Платиновый    |
| Новая Зеландия (RIANZ) | Платиновый    |
| США (RIAA)             | 3× Платиновый |